# Apostolische Präfektur Ulaanbaatar
Die Apostolische Präfektur Ulaanbaatar (lateinisch Praefectura Apostolica Ulaanbaatarensis, mongolisch Улаанбаатар хот дахь Апостолик Захиргаа) ist eine in der Mongolei gelegene römisch-katholische Apostolische Präfektur mit Sitz in Ulaanbaatar. 

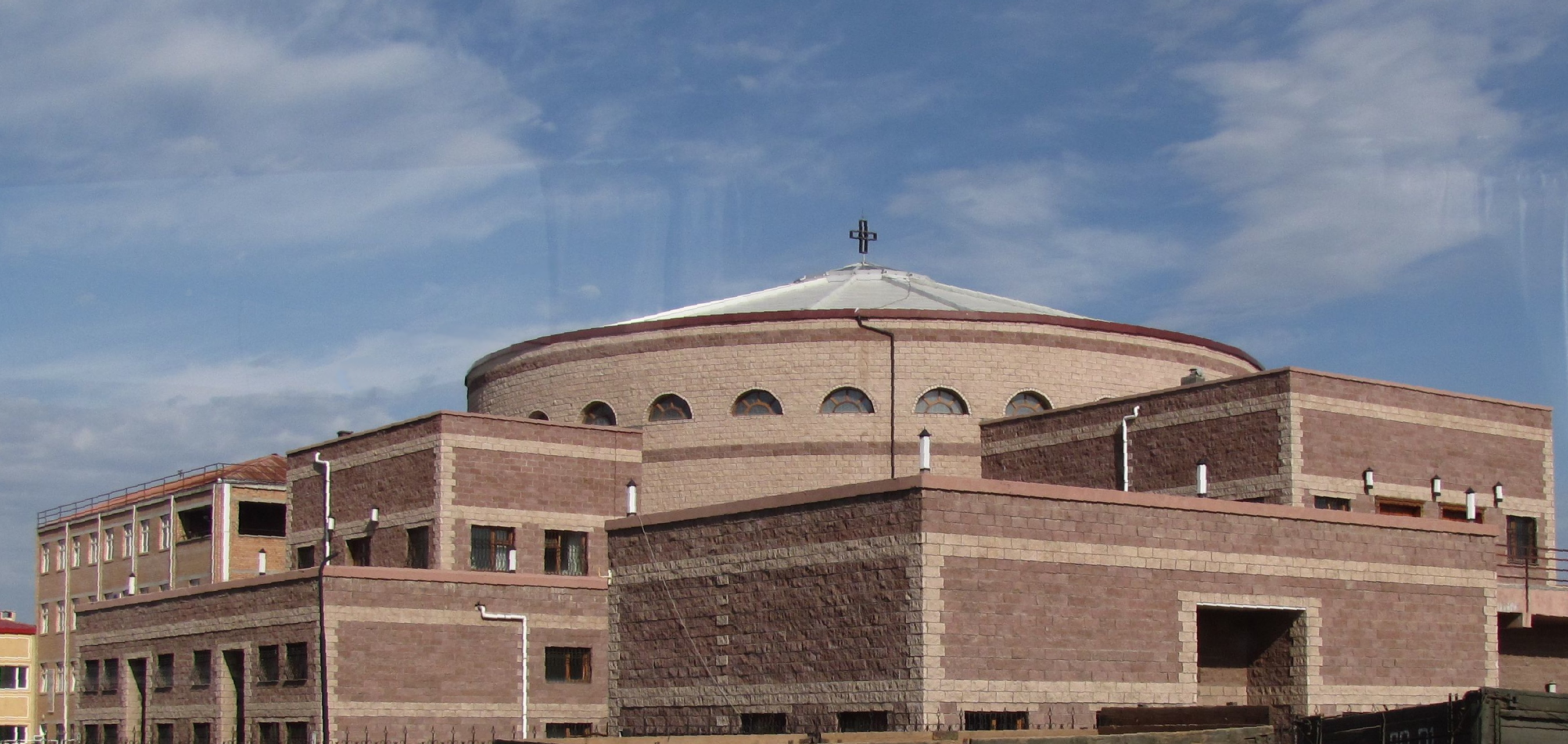
Kathedrale St. Peter und Paul, Ulaanbaatar

## Geschichte
Die Gründung der Mission sui juris Äußere Mongolei erfolgte am 14. März 1922 durch Papst Pius XI. mit der Apostolischen Konstitution In catholicae Ecclesiae aus Gebietsabtretungen des Apostolischen Vikariates Innere Mongolei errichtet. 1924 wurde die Mission sui juris Äußere Mongolei in Mission sui juris Urga umbenannt.
Die Mission sui juris Urga wurde am 8. Juli 2002 durch Papst Johannes Paul II. mit der Apostolischen Konstitution De universa catholica zur Apostolischen Präfektur erhoben und in Apostolische Präfektur Ulaanbaatar umbenannt.

## Ordinarien

### Superior der Äußeren Mongolei
- Girolamo Van Aertselaer CICM, 1922–1924

### Superior von Urga
- Everard ter Laak CICM, 1924–1931
- Sedisvakanz, 1931–1992
- Wenceslao Selga Padilla CICM, 1992–2002

### Apostolische Präfekten von Ulaanbaatar
- Wenceslao Selga Padilla CICM, 2002–2018
- Giorgio Kardinal Marengo IMC, seit 2020